# آییا (فیلم)
آییا (به هندی: Aiyyaa) فیلمی محصول سال ۲۰۱۴ و به کارگردانی ساچین کوندالکار است. در این فیلم بازیگرانی همچون رانی موکرجی، پریتویراج سوکوماران، سوبده بهایو، نیرمیتی ساوانات ایفای نقش کرده‌اند.